# Luis Gómez Cáceres
Luis Oswaldo Gómez Cáceres (Guayaquil, 20 de abril de 1972) es un exfutbolista ecuatoriano. Jugaba de lateral derecho y su primer club fue el Barcelona Sporting Club de Ecuador.

## Carrera
El Chino Gómez debutó en 1992 a los 20 años, en el Barcelona Sporting Club de Guayaquil. En 1994 se trasladó al Deportivo Quito donde permaneció un año antes de regresar a Barcelona. En 1999 pasó una temporada en Argentina, específicamente en Ferro Carril Oeste junto a su excompañero Nicolás Asencio. Mientras el delantero juega 19 partidos, las apariciones de Gómez se reducen a tres. En 2000 regresó a Barcelona, permaneciendo allí hasta 2003. 
De 2004 a 2005 jugó en el Liga de Quito, y se retiró jugando para la Universidad Católica en 2006.

## Selección nacional
Fue parte del plantel de la Selección de fútbol de Ecuador en la Copa Mundial de Fútbol de 2002

### Categorías juveniles

#### Participaciones en Torneos Juveniles
| Torneo                      | Sede      | Resultado    | PJ | GA | Asis |
| --------------------------- | --------- | ------------ | -- | -- | ---- |
| Sudamericano Sub-20 de 1991 | Venezuela | Primera fase | 4  | 0  | 0    |

### Selección Absoluta

#### Participaciones enCopas del Mundo
| Mundial                       | Sede                  | Resultado      | PJ | GA | Asis |
| ----------------------------- | --------------------- | -------------- | -- | -- | ---- |
| Mundial de Corea y Japón 2002 | Corea del Sur y Japón | Fase de grupos | 0  | 0  | 0    |

#### Participaciones enCopas Oro
| Torneo        | Sede           | Resultado      | PJ | GA | Asis |
| ------------- | -------------- | -------------- | -- | -- | ---- |
| Copa Oro 2002 | Estados Unidos | Fase de grupos | 2  | 0  | 0    |

#### Participaciones enEliminatorias al Mundial
| Eliminatoria                                | Sede del Mundial       | Posición               | Resultado   | PJ | GA | Asis |
| ------------------------------------------- | ---------------------- | ---------------------- | ----------- | -- | -- | ---- |
| Eliminatorias Mundial de Corea y Japón 2002 | Corea del Sur y Japón  | 2°lugar 31pts          | Clasificado | 4  | 1  | 0    |
| Eliminatorias Mundial de Alemania 2006      | Alemania               | 3°lugar 28pts          | Clasificado | 2  | 0  | 0    |
| Total en Eliminatorias                      | Total en Eliminatorias | Total en Eliminatorias | 2/2         | 6  | 1  | 0    |

## Clubes
| Club                   | País      | Año       | Part. | Goles | Prom. |
| ---------------------- | --------- | --------- | ----- | ----- | ----- |
| LDE (G)                | Ecuador   | 1984-1992 |       |       |       |
| Barcelona S.C.         | Ecuador   | 1992      |       |       |       |
| Calvi F.C.             | Ecuador   | 1992      |       |       |       |
| Barcelona S.C.         | Ecuador   | 1993      |       |       |       |
| Deportivo Quito        | Ecuador   | 1994      |       |       |       |
| Barcelona S.C.         | Ecuador   | 1995-1999 |       |       |       |
| Ferrocarril Midland    | Argentina | 1999-2000 |       |       |       |
| Barcelona S.C.         | Ecuador   | 2000-2003 |       |       |       |
| Liga de Quito          | Ecuador   | 2004-2005 |       |       |       |
| Universidad Católica   | Ecuador   | 2006      | 14    | 2     |       |
| Academia Alfaro Moreno | Ecuador   | 2007      | 11    | 5     |       |
| Fedeguayas             | Ecuador   | 2008      | 6     | 1     |       |
| Total                  |           | 1984-2008 |       |       |       |

## Palmarés

### Campeonatos nacionales
| Título             | Club          | País    | Año           |
| ------------------ | ------------- | ------- | ------------- |
| Serie A de Ecuador | Barcelona     | Ecuador | 1995          |
| Serie A de Ecuador | Barcelona     | Ecuador | 1997          |
| Serie A de Ecuador | Liga de Quito | Ecuador | Apertura 2005 |